# Hip Hop Police
Hip Hop Police è un singolo del rapper statunitense Chamillionaire, pubblicato nel giugno 2007 come primo estratto dal secondo album in studio Ultimate Victory.

## Descrizione
Prodotto da J.R. Rotem, il brano ha visto la partecipazione vocale del rapper Slick Rick. Il 18 giugno 2007 la versione censurata del brano era già disponibile in rete. Quattro giorni dopo la versione ufficiale fu pubblicata nel Myspace dell'artista, mentre il 10 luglio era possibile scaricarla da iTunes.

## Video musicale
Il video ha debuttato sulla stazione TV BET il 27 luglio, mentre il 22 agosto è arrivato su TRL, dove ha raggiunto la prima posizione il 19 settembre.
Il video inizia con Chamillionaire in piedi su un marciapiede. Quando una volante della polizia giunge sul posto, ne esce fuori un detective (anch'esso interpretato da Chamillionaire), il quale, avendo riconosciuto il rapper, comincia a interrogarlo su cosa faccia in zona e su come possa permettersi tutti i gioielli che porta a tracolla. Gli chiede poi se, a suo parere, il suo secondo album avrà molto più successo del primo. Chamillionaire risponde "Bigger" (che sta letteralmente a significare "Di molto di più"), e il detective finge di accusarlo di averlo chiamato "Nigger" (cioè "Negro"). Il rapper nega il tutto, ma quando il detective cerca di arrestarlo, si dà alla fuga. Viene poi catturato dallo stesso detective e da numerosi ufficiali di polizia, che lo portano in centrale per interrogarlo. Chamillionaire è accusato di cosiddetto "Crimine Hip Hop", che si riferisce, in questo caso, alla sua volgare libertà di espressione. Ma lui continua a negare e si rifiuta di dare qualsiasi tipo di informazione. Viene quindi portato in un'altra stanza, dove vi è pure Slick Rick, il quale viene anche lui interrogato da un detective (interpretato da Slick Rick).
In altre scene del video, un anchorman (interpretato anch'esso da Chamillionaire) annuncia che altri rapper sono ricercati dalla polizia, ovvero:
Lil' Kim, Lil Wayne, UGK, Busta Rhymes, Akon, Cam'ron, Redman, Method Man, Young Jeezy, Mike Jones, Fat Joe, RZA, Ice-T, Dr. Dre, Eminem, 50 Cent, The Game, Nas, Rakim, Yung Joc, Scarface, Trick Daddy, Xzibit, KRS-One, Juvenile, Kanye West, T.I., Big Boi, André 3000, Ludacris, Twista, Baby Bash, Pharoahe Monch, Fabolous, Juelz Santana, Memphis Bleek, Lil' Flip, Juicy J, 8Ball & MJG, Paul Wall, Slim Thug, DJ Paul, Birdman, Luther Campbell, Q-Tip, Lloyd Banks, Sean Combs, DMX, Jadakiss, Killer Mike, Timbaland, Bubba Sparxxx,   Young Buck, Jim Jones, Murphy Lee, Hurricane Chris.
Nella scena finale, l'anchorman annuncia che Chamillionaire è stato condannato e che l'hip hop, da quel momento in poi, è ufficialmente morto.
Un'altra versione del video termina con la track The Evening News, sempre presente in Ultimate Victory.

## Classifiche
| Classifica (2007)         | Posizione massima |
| ------------------------- | ----------------- |
| Regno Unito               | 50                |
| Stati Uniti               | 101               |
| Stati Uniti (digital)     | 62                |
| Stati Uniti (pop 100)     | 76                |
| Stati Uniti (R&B/hip-hop) | 76                |
| Stati Uniti (rhythmic)    | 2                 |
| Svezia                    | 45                |